# Hipocretina
Orexina, também chamada hipocretina, é um neurotransmissor que regula a excitação, vigília e apetite. A forma mais comum de narcolepsia, na qual o doente perde rapidamente tônus muscular (cataplexia), é causada por uma falta de orexina no cérebro, devido à destruição das células que a produzem.
O cérebro contém muito poucas células que produzem a orexina; num cérebro humano, de cerca de 10.000 a 20.000 neurônios do hipotálamo. No entanto, os axônios estendem a partir destes neurônios em todo o cérebro e na medula espinal, onde também são receptores para orexina.
Orexina foi descoberta quase simultaneamente por dois grupos independentes de pesquisadores do cérebro de ratos. Um grupo nomeou orexina, de orexis, que significa "apetite" em grego; o outro grupo com o nome que hipocretina, porque é produzido no hipotálamo e carrega uma semelhança fraca com a secretina, um hormônio encontrado no intestino. A comunidade científica ainda não resolveu em um consenso qual palavra deve ser usada.

## História
Em 1998, cientistas descobriram um peptídeo denominado hipocretina ou orexina, produzido no cérebro. A hipocretina foi descoberta por dois grupos de pesquisadores.
As hipocretinas são neuropeptídeos importantes na regulação do ciclo sono-vigília, são encontrados em neurônios do hipotálamo lateral e que possuem efeitos neuroexcitatórios. A distribuição e a farmacologia dos peptídeos hipocretinérgicos e seus receptores sugerem que eles têm um papel importante em vários sistemas reguladores diferentes como o cardiovascular, homeostase energética e regulação do consumo alimentar. Entretanto as observações mais consistentes da fisiologia destes peptídeos os implicam na manutenção da vigília, na modulação do ciclo sono-vigília, bem como na fisiopatologia da Narcolepsia.